# Pa Modou Jagne
Pa Modou Jagne (* 26. Dezember 1989 in Gambia) ist ein gambischer ehemaliger Fußballspieler.

## Karriere
Pa Modou Jagne begann seine aktive Laufbahn in seiner Heimat bei Ports Authority FC. Während der Saison 2007/08 schloss sich Jagne dem FC Wil an, mit dem er in der zweithöchsten Schweizer Spielklasse, der Challenge League, aktiv war. Seit Januar 2009 spielt er für den Schweizer Verein FC St. Gallen in der Position eines offensiven Mittelfeldspielers, der häufig am linken Flügel zum Einsatz kommt. Jagne stand bei St. Gallen leihweise bis zum Ende der Saison 2009/10 unter Vertrag. Bereits im Februar 2010 löste der Verein die Kaufoption auf den Mittelfeldakteur ein und stattete ihn mit einem bis Ende Juni 2012 befristeten Vertrag aus.
Im Sommer 2013 wechselte Jagne ablösefrei zum FC Sion. Mit den Wallisern gewann er 2015 den Schweizer Cup. Im Finale spielte er gegen den FC Basel über 90 Minuten. Nach vier Jahren in Sitten wechselte er nach Zürich. Von 2017 bis 2020 spielte er für den FC Zürich. Im Sommer 2018 gewann er zum zweiten Mal den Schweizer Cup. Dieses Mal bezwang sein Klub den BSC Young Boys. Er spielte erneut im Endspiel 90 Minuten. Er bereitete das 2:0 von Antonio Marchesano vor.
Nachdem er im Sommer 2020 keinen neuen Klub gefunden hatte, spielt er seit 2021 beim FC Dietikon im Schweizer Amateurfussball.

## Nationalmannschaft
Bei der Junioren-Fußballweltmeisterschaft 2007 war er Mitglied der gambischen Mannschaft, die sich erstmals für dieses Turnier zu qualifizieren vermochte. Auch für die gambische Fußballnationalmannschaft war er während der Qualifikation für die Fußball-Weltmeisterschaft 2010 im Einsatz; seine Feuertaufe im Trikot der Nationalmannschaft erlebte er im Juni 2008 im Spiel gegen Algerien.

### Afrika-Cup 2022
Gambia qualifizierte sich zum ersten Mal für ein großes Turnier, den Afrika-Cup 2022. Der damalige Spieler des Schweizer Amateurvereins Dietikon war während des Turniers Kapitän der Mannschaft. Der Neuling überraschte am Turnier und qualifizierte sich für den Viertelfinal. Pa Modou spielte zwei Gruppenspiele, sowie den Achtelfinal gegen Guinea über 90 Minuten.

## Erfolge

### FC Sion
- Schweizer Cupsieger: 2015

### FC Zürich
- Schweizer Cup: 2018